# شهرک صنعتی صنایع ساختمانی
شهرک صنعتی صنایع ساختمانی معروف به شهرک مصالح ساختمانی صوفیان یکی از شهرک‌های صنعتی استان آذربایجان شرقی است که در ۲۰ کیلومتری شهر تبریز و ۹ کیلومتری صوفیان (شبستر) واقع شده‌است.